# 4385 Елсассер
4385 Елсассер (4385 Elsässer) — астероїд головного поясу, відкритий 24 вересня 1960 року.
Тіссеранів параметр щодо Юпітера — 3,177.